# 夯土
夯土是一类建築材料。表示紅泥、粗砂、石灰块的三合土中的空隙经过夯實的动作之后变得更结实。是土材質中較為結實的建材，在古代是城牆、宮室常用的建材，在中國，最早在龍山文化已能掌握夯土的技術。是客家土樓所呈現的土黃色外觀。
夯土兩字也常作为动词使用，表现一种使用重物将泥土中空隙去除的动作，这种动作使泥土变得更结实。夯是动词，与“砸”的动作相似。但是夯所使用的重物通常较重，超过一个人负重的能力，通常由数个人同时进行。与夯土类似的词，还有夯实：将物体（主要指泥土）砸得更结实。

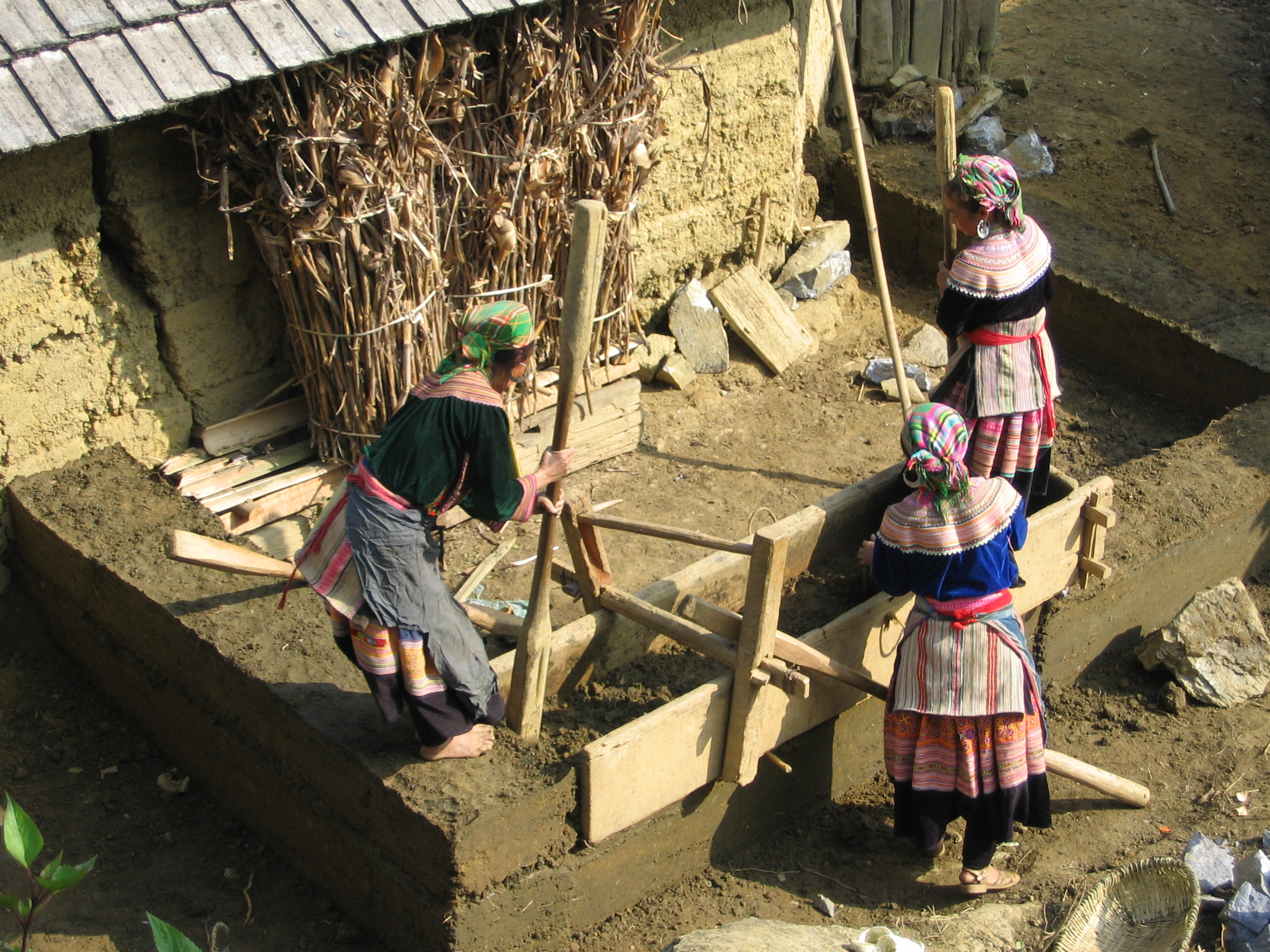
越南花苗（苗族）典型夯土建屋術

## 性質
夯土的抗压强度高达4.3MPa (620 psi)。虽然比混凝土的强度要小，但是其强度足以用于建造居住房屋。曾有考古学家用现代的铁锹用力戳商代的夯土，也无法把铁锹立在上面。事实上，遍布世界各地历经岁月仍屹立不倒的古迹可以证明，建造恰当的夯土可以持续千年之久。钢筋、木材或竹子加固的夯土可以抵抗地震和暴雨的破坏。将水泥混入粘土也可以增强结构的承载能力。美国农业部已经观察到夯土结构可以永久持续下去，并且可以以普通框架房2/3的成本来建造。
土壤是一种随处可见、低成本和可持续的资源。将其用于工程建造可以最大程度地减少对环境的影响。这使得夯土结构代价较低，可以被低收入的建造者采用。即使是不熟练的劳工也可以完成大部分的必要工作。今天超过30%的全球人口采用土壤作为建筑材料。从潮湿的北欧到非洲的干燥地区，夯土被广泛应用于世界各地的各种气候环境中。
虽然材料价格十分低廉，但是在没有机械设备辅助的情况下，夯土工程是十分耗时的。然而，在机械辅助和预制模板的帮助下，建造一个{\displaystyle 200*200m^{2}}房屋的墙壁只需花费2-3天时间。
夯土的另一个特點在于它的高热质量。像砖块和混凝土结构一样，夯土可以在白天吸收热量，在晚上释放热量。这样的自动温度调节特性可以减少对于空调和供热的需求。同时砖块和混凝土一样，在更冷的环境中夯土也需要采取隔热措施，并且要作好大雨防护和并用蒸汽屏障作好隔离。
当含有粘土的裸露墙壁直接暴露在内部空间时，夯土可以有效控制空气湿度。湿度可以控制在40%-60%之间，是哮喘患者最适宜的范围也是储存易受环境影响的物品（例如书籍）的良好湿度环境。夯土的材料和所含的粘土使得建筑能够比混凝土结构更好地“呼吸”，从而避免了冷凝作用所造成的热量损失。
因为夯土结构采用当地的可用材料，所以他们可拥有较低的建材耗能也产生較少的浪费。土壤通常采用粘土下层（5%~15%）的底土。表层土则被保留供农业耕作使用。因为可以采用挖掘建筑地基所产生的土壤，所以运输的成本消耗可以最小化。
有些人認為，因为模板可以拆卸并重复使用，所以夯土建筑减少了对木材的需求。

## 建造
建造一个夯土墙需要将含有正确配比的混合物（沙，碎石以及粘土，有时需要添加稳定剂），压缩进一个拥有外部支撑的模板或者模具，来制成砖块或者整栋墙。古时候，类似石灰和动物血液的添加物被作为稳定剂。在现代建筑工程中则采用石灰，水泥或沥青乳化剂。一些现代建造者也混入染色的氧化物和其他物品，例如瓶子，轮胎，木料来给丰富结构的多样性。
整栋墙的建设从一个临时的模板开始。模板通常由木材或胶合板制成，作为决定每段墙体尺寸和形状的模具。模板必须坚实并作好支撑，墙体两面的模板也必须固定在一起，以防止巨大压缩压力所造成的膨胀和变形。潮湿材料被倒至10-25cm的深度然后被压缩到其原来一般的高度。材料必须一批一批，持续挤压，逐渐建造到模具的顶端。古时候，夯实工作是由工人用长长的夯实杆手工完成的，十分费时费力。现代工程建设则采用十分有效率的气动夯实机来完成。
一旦墙体完成，模具就可以立即拆除。特别是针对需要制作的表面纹理（比如钢丝刷纹）的墙体，这样的措施十分必要。因为一个小时以后，墙体就会变得过硬而难以操作。施工最好在温暖的天气里完成，这样墙体可以干燥牢固。 夯土的抗压强度将会随着这一恢复的过程逐渐增强。墙体干燥需要一些时间，大概需要2年来完成这一恢复过程。暴露的墙体应该密封起来防止水对其的破坏。

## 外部來源
- . Western Living (Vancouver, British Columbia, Canada: Western Living). October 2003, 23 (10). ISSN 0824-0604. OCLC 20108901.

Rammed earth wall construction at Central Arizona College （页面存档备份，存于）